# 马蒂·劳蒂艾宁
马蒂·劳蒂艾宁（芬蘭語：Matti Rautiainen，1955年10月7日—），芬兰男子冰球运动员，场上位置是前锋。他曾代表芬兰国家队参加1976年冬季奥林匹克运动会冰球比赛，获得第四名。